# Metamórfosi (Kilkís)
Metamórfosi (grec moderne : Μεταμόρφωση) est une localité située dans le dème de Péonie, dans le district régional de Kilkís, dans la periphérie de Macédoine-Centrale, en Grèce.
Selon le recensement de 2011, elle compte 206 habitants.